# Ectinorus levipes
Ectinorus levipes är en loppart som först beskrevs av Jordan et Rothschild 1923.  Ectinorus levipes ingår i släktet Ectinorus och familjen Rhopalopsyllidae. Inga underarter finns listade i Catalogue of Life.